# María Elena Ronderos
María Elena Ronderos (Bucaramanga, 13 de marzo de 1946-Bogotá, 29 de junio de 2022) fue una artista, educadora, investigadora y gestora cultural colombiana, pionera de la educación artística en el país. Sus indagaciones giraron en torno a las pedagogías de las artes como un camino de transformación educativa, social y cultural, en contextos escolares, barriales, comunitarios y de incidencia social. Además de aportar a lineamientos de política pública para la educación artística a nivel nacional, lideró la formulación de políticas públicas y de metodologías orientadas a “dinamizar nuevas formas de crear, significar y valorar las relaciones artes-vida”.
El libro 'Una casa para encontrarnos: mujeres y educación artística en Colombia, 1991-2023', publicado por el Ministerio de las Culturas, las Artes y los Saberes de Colombia, publicado en 2024, la señala como una de las pioneras en la educación artística en Colombia.

## Biografía

### Primeros estudios
De 1966 a 1969 estudió Artes en la Universidad de los Andes, en el programa de arte dirigido por el maestro Juan Antonio Roda,  estudios que complementa con cursos de pintura e historia del arte en  la Escuela de Bellas Artes y Grabado de la Accademia delle Stampe de Roma. Entre 1971 y 1973 realizó estudios superiores en historia del arte y dibujo en la Universidad de Princeton (EEUU), donde entró en contacto con los planteamientos pedagógicos de Paul Klee desde su labor en la Bauhaus, que más adelante serán referente importante para el diseño metodológico de su propuesta pedagógica. Entrço en contacto con las publicaciones de la editorial Wittenborn, especializada en arte moderno, movimiento esencial para su comprensión y práctica del dibujo y la pintura, así como para la construcción de sus propuestas pedagógicas y en la manera de comprender el dibujo y la pintura. Entre 1982 y 1984 formó parte del grupo de estudios pedagógicos liderado por el profesor Carlo Federici en Bogotá, y entre 1990 y 1991, gracias a una beca de cooperación técnica del Consejo Británico, viajó a Manchester (Inglaterra) donde estudió una Maestría en Educación Estética y Cultura y a la vez participó de la especialización en Museología de la misma institución.

### Vida profesional
Su vida profesional estuvo marcada por un interés particular en el trabajo con comunidades marginadas, asunto que emergió desde temprana edad a través de la fundación de la cooperativa “El Sabatino”, grupo de apoyo a comunidades vulnerables de Bogotá que ella ayudó a conformar en conjunto con otras compañeras y las religiosas del Colegio de la Presentación donde ella era egresada. Más adelante junto con un grupo de jóvenes del Barrio Juan XXIII, fundó el Club de la Juventud Unida. 
Entre 1974 y 1978 colaboró con un grupo de líderes locales del Barrio La Perseverancia y el colectivo “el tornillo” en Bogotá, dónde diseñó y ejecutó a la metodología para la educación infantil en artes visuales “Aprender a ver”, fue docente  de Dibujo en el Departamento de Bellas Artes de la Universidad de los Andes y en la Corporación Universitaria Taller 5. Posteriormente, el taller “Aprender a ver” es reconocido por la UNICEF —capítulo Colombia— y es invitada a recrear el taller con las maestras de las “Escuelas de Banco” en los barrios Líbano y Olaya Herrera de Cartagena. Entre 1982 y 1984 trabajó en los Talleres de Expresión y Comunicación con la Secretaría de Bienestar Social de Bogotá, y en 1985 realizó el proyecto “Diálogo Creativo: talleres de educación artística y desarrollo comunitario” en Villeta (Cundinamarca), proyecto que fue cocreado con maestros de escuela primaria rural y urbana de  20 veredas. Este proyecto se articuló con exploraciones y pruebas metodológicas de la enseñanza del arte, realizados con comunidades infantiles y juveniles de sectores vulnerables de Bogotá y Cartagena. Durante estos años ilustró el libro “Toche Bemol” de Joaquín Piñeros Corpas que fue publicado por la editorial Plus Ultra de Buenos Aires.
En 1986 fue invitada por María Elena Bernal a desarrollar un proyecto que, basado en sus anteriores experiencias, pudiera reunir a los estudiantes de Bellas Artes que se desempeñaban como guías del Museo y a los niños que visitaban el Museo de Arte de la Universidad Nacional de Colombia; nació así el proyecto “Los Talleres de los Sábados”. Esta iniciativa fue pionera en la historia reciente del país en vincular el mundo de la pedagogía y las artes en el escenario universitario  Posteriormente esta experiencia, se sistematizó en 4 cartillas —una para cada edad—, y se afianzó en un  proyecto que inicialmente se denominó “Del Museo a la Escuela de la Escuela al Museo”.
En el periodo comprendido entre el año 1986 y 1989, el entonces director de la Escuela de Bellas Artes de la Universidad Nacional de Colombia, la invitó a crear una asignatura electiva de Pedagogía del Arte; es en este contexto donde emerge el proyecto “El Museo un aula más en la vida de los escolares”. Este proyecto, vanguardia en el país en la vinculación de los museos a la comunidad escolar, se desarrolló entre 1986 y 1991, en conjunto con “la Asociación Colombiana de Museos ACOM, diferentes agrupaciones de profesores y la secretaría de Educación, hasta convertirse en un proyecto que incluyó 27 museos, más de 100 maestros y miles de niños de Bogotá”. A través de este proyecto se diseñó una metodología que articula diversas disciplinas curriculares por proyectos y que motiva y da herramientas a la comunidad educativa para disfrutar, estudiar y valorar su entorno natural, social y cultural
Por esta época fue convocada a liderar el diseño y escritura de los Lineamientos curriculares de educación artística en el Ministerio de Educación Nacional, trabajo que desarrolla entre 1993 y 1997. Este trabajo se basa en un proceso de reconocimiento del quehacer artístico y pedagógico, de reflexión, evaluación y construcción colectiva con docentes de educación preescolar, básica, media y superior del país, sobre la base de una metodología que ella diseña y busca afinar poniéndola a prueba en distintos escenarios artísticos, educativos y culturales. 
En el 2004, Ronderos funda Entrelasartes, para aquel entonces Asociación Mutual Entrelasartes, un espacio de agremiación, reconocimiento e intercambio de experiencias entre artistas y educadores interesados por sistematizar sus experiencias e intercambiarlas con otros colegas. En este espacio, se buscó generar investigación, creación y pedagogía desde y en las artes. Uno de estos procesos fue el de seguimiento y sistematización de los Laboratorios de Investigación Creación del Ministerio de Cultura, que se desarrolló desde el 2011 hasta el 2016. En el marco de esta labor participó activamente en la generación de pautas de gestión de la memoria individual y colectiva, en la escucha e intercambio de experiencias de los artistas encargados del desarrollo de estos procesos en el territorio nacional.
Entre el 2006 hasta el 2021, Ronderos en conjunto con los colegas integrantes de Entrelasartes, desarrolló el programa de “Conversaciones Pedagógicas Entre las Artes”, espacios de encuentro y de problematización a modo de seminario-taller que aborda  asuntos ligados a las prácticas pedagógicas en torno a las artes, y que además busca generar co-investigación en el campo de la educación artística. Estos ciclos de “Conversaciones Pedagógicas”  se desarrollaron de manera periódica año tras año en distintos museos y espacios vinculados a las artes y las culturas en Bogotá. Hacia el año 2021 la metodología que llamaron CREAR Entrelasartes, esbozó los siguientes procesos clave en el desarrollo del pensamiento creativo:
- Explorar para descubrir: Motivar la disposición sensitiva, perceptiva, contemplativa, lúdica, la curiosidad, el asombro, la escucha atenta y el lenguaje interior. Dar lugar a la experiencia estética.
- Asir para crear: Evocar, imaginar, fantasear, dejarse sorprender, intuir posibilidades de creación, seleccionar, apreciar la transformación simbólica, expresiva y metafórica, hacer con carga emotiva.Sintetizar imágenes e ideas en la práctica artística.
- Recoger para comprender: Hacer consciencia del proceso, darse cuenta del sentido ético y estético al experimentar el quehacer artístico, abordar modos divergentes, percatarse de los vínculos con el entorno natural, social y cultural. Disponerse al conversar reflexivo, analítico y crítico.
- Tejer para creSer: Sentirse y saberse perteneciente a un contexto, a una comunidad y un territorio, tomar consciencia histórica, afianzar la autonomía e implicarse en un devenir nosotros, en nuevos caminos imaginativos y creativos. Ampliar los diálogos y las co-construcciones en comunidades de aprendizaje-redes de investigación".

Participó como artista pedagoga en el marco del 45 Salón Nacional de Artistas El Revés de la Trama que se realizó en Bogotá en el 2019; como parte de la curaduría Antes del amanecer;  efectuada por María Buenaventura. Esta curaduría se concentró en darle lugar a las experiencias pedagógicas y de artes vivas, que algunos colectivos o artistas de la ciudad desarrollan. María Elena participó con una serie de “espacios de conversación (...) para pensar con los públicos, artistas/guías y artistas pedagogos, esto que se ha llamado área o componente educativo en los eventos y exposiciones  de arte; ubicar su lugar, sus dificultades y sus posibilidades de acción”.

## Publicaciones

### Cartillas
- 2007: (Coautora) Maleta Didáctica del Museo Botero, Cartilla para el docente. Orientación pedagógica, redacción de textos nucleares, revisión y edición de textos sobre seis campos de estudio curricular, Museo Botero, Banco de la República, Bogotá.
- 2000: (Coautora) Museos Abiertos. Bogotá para los Estudiantes. Texto guía para el trabajo pedagógico entre la escuela formal y los museos, en relación con el contexto natural y cultural de la ciudad. Reúne la memoria del proyecto: El Museo un Aula Más en distintos momentos, 14 años de trabajo pedagógico. Serie Guías, Secretaría de Educación Distrital- SED, Bogotá.
- 1985 (Coautora) El Diálogo Creativo, texto- Guía para el trabajo entre maestros y padres de familia. Co-autoría de 20 maestros de Primaria, rural y urbana. Villeta. Cundinamarca. Programa Pasos. FEI, Universidad Javeriana,Bogotá.

### Artículos
- 2013: Crear entrelasartes: una pedagogía participativa. En Encuentro de Investigaciones emergentes: creación, pedagogías y contexto. Alcaldía Mayor de Bogotá, Instituto Distrital de las Artes-IDARTES, Universidad Jorge Tadeo Lozano, La silueta.
- 2006: La calidad de la educación artística: un reto por asumir. En Palabra Maestra, publicación del premio compartir al maestro. Septiembre. Año 6, Nº 13. Bogotá. Reflexiones pedagógicas: El sentido del arte en la escuela. En Memorias del IX foro educativo Distrital de Educación Artística y cultural, Secretaría de educación Distrital, Pg. 61,Bogotá.
- 2003: Poesía en el Templo. La educación estética como patrimonio intangible. Memorias, II Encuentro Regional de América Latina y del Caribe CECA-ICOM. Museos y Patrimonio Intangible, Sao Paulo, Brasil.
- 1997:	El conocimiento por la experiencia sensible; un reto metodológico para la educación en Colombia, en La Didáctica de las Disciplinas en la Educación Básica.Universidad Externado de Colombia, Bogotá.
- 1996: Criterios fundamentales para la construcción participativa del área de Educación artística Ministerio de Educación, en Memorias Académicas, Primer Seminario Internacional de Metodología para la enseñanza de las Artes Plásticas y Visuales, Universidad de la Sabana, Bogotá.
- 1993: El museo un aula más; un proyecto para la convivencia creativa, en Memorias, Primer Taller Nacional Sobre Pedagogía Artística , Escuela Popular de Arte, Biblioteca Piloto, Medellín.
- 1989:	"El museo un aula más en la vida cultural de los escolares. Homenaje de los museos a Bogotá en los cuatrocientos cincuenta años de su fundación española, En Memorias del XV congreso  realizado en  San Gil, Asociación Colombiana de Museos, Institutos y Casas de Cultura, San Gil.
- 1983: Talleres de Expresión Artística y Comunicación, Trabajos experimentales comunitarios, en "Memorias del primer Encuentro de Desarrollo Cultural Regional, Secretaría de Ed. y Cultura de Antioquia, Dirección de Extensión Cultural, Sonsón, Antioquia.

### Publicaciones en revistas y periódicos
- 2019: Pequeña exhortación pedagógica. Reflexiones para compartir con educadores de las artes y mediadores de los museos. En Palabra Maestra. Centro de Innovación Palabra Maestra, Bogotá.
- 2017: El desafío de la educación en arte en el contexto colombiano contemporáneo. En Palabra Maestra. Centro de Innovación Palabra Maestra, Bogotá.
- 2006: La calidad de la educación artística, un reto por asumir. En Palabra Maestra. Centro de Innovación Palabra Maestra, Bogotá.
- 2000: La educación artística; un reto pedagógico para los maestros colombianos. En Alegría de Enseñar. FES, Cali.
- 1997: Educación en artes visuales y plásticas. En Revista El Educador Frente al Cambio. Editorial Norma, Bogotá.
- 1995: Elementos para la construcción participativa de los lineamientos e Indicadores de procesos curriculares del área de Educación Artística. (Corte de investigación). En Revista Educación Artística. Asociación Latinoamericana de Educadores de las Artes, Buenos Aires.
- 1993: El museo, un aula más en la vida de los escolares. En Restauración Hoy. Revista de Divulgación, Centro Nacional de Restauración. Colcultura, Bogotá.[12]
- 1989: La expresión plástica en la educación. Taller de los niños. Museo de Arte Universidad Nacional. En Revista Divulgación Cultural, Universidad Nacional, Bogotá.
- 1979: Formas y Sonidos. En Educación Hoy. Perspectivas Latinoamericanas, Bogotá.

### Monografías, reportes y otras publicaciones profesionales
- 1996: (Coautora). Indicadores de logros curriculares por grupos de grados para el área de Educación Artística. Resultado de investigación participativa para elaboración de Lineamientos Curriculares Nacionales. Resolución Ministerial número 2343 de Junio de 1996. Grupo de Investigación Pedagógica-MEN, Bogotá.
- 1996: (Editora). Hacia un Plan Nacional de Educación Artística y Desarrollo Cultural. Reflexiones metodológicas MEN-Facultad de Artes, Universidad Nacional, Bogotá.
- 1996: (Coautora). Plan Decenal de Educación Artística. En Hacia un Plan Nacional de Educación Artística y Desarrollo Cultural. Grupo de Investigación Pedagógica-MEN, Bogotá.
- 1984-1995: (Coautora) Acopios de trabajos pedagógicos colectivos y de etapas de investigación con el Ministerio de Educación Nacional, Bogotá.

### Exposiciones
- Exposición colectiva No es lo mismo  (2007,Centro Colombo Americano, Bogotá)
- Exposición Dos artistas ex alumnas (1996, Galería Espacio Alterno-Uniandinos,Bogotá)
- Exposición colectiva 7 Pintores (1985, Galería Trazo, Bogotá).
- Murales: De la gente para la Gente - rotonda Terminal de Transportes Cúcuta (Sociedad de mejoras de la Ciudad)- y En la calle -Universidad Francisco de Paula Santander, Cúcuta. (1965-1988, Espacio Público, Cúcuta).
- Dibujos (1976, Galería Escala, Bogotá).
- Exposición Colectiva Apertura de Aexandes (1976,Galería Espacio Alterno; Asociación de Egresados  de la Universidad de los Andes, Bogotá).
- Acuarelas (1975, Galería en Callejón, Bogotá)
- Conexión del hombre con su propio ambiente (1975, Galería Escala, Bogotá)

## Proyectos desarrollados desde Entrelasartes
Desde el año 2008 hasta 2023 se realizaron encuentros de investigación en pedagogía de las artes, orientados hacia la co-investigación desde la metodología CREAR Entrelasartes. Estos espacios se han desarrollado en alianza con museos de la ciudad de Bogotá: Museo del Oro, Museo Arqueológico Casa Marqués de San Jorge MUSA, Museo de Arte Moderno de Bogotá MAMBO y el Museo de Arte Contemporáneo de Bogotá MAC. Algunos años apoyados por el Ministerio de Cultura y la Secretaría de Cultura, Recreación y Deporte. Desde el 2006 estos encuentro se han hecho en alianza con InSEA  y con otras redes y colectivos de artes latinoamericanos y del país.
Entre 2007 y 2019 se participó a través de comunicaciones en encuentros nacionales e internacionales en torno a de la educación artística, entre los que se encuentran: “Artes en la Escuela” en el Primer Encuentro Latinoamericano de Educación Artística y Cultural, Medellín-2007; la contribución “Creando lazos comunes” en la Primera Conferencia Mundial sobre Educación Artística: Desarrollar las capacidades creativas para el siglo XXI, organizada por la UNESCO en Lisboa en 2006. La presentación de la “metodología CREAR entrelasartes”, en el Encuentro Latinoamericano de Artistas Educadoras/es TELAR, organizado por la Agrupación Cultural Ayecantún de Colbún, en Chile en 2019. Y “Devenir investigativo de Entrelasartes”, en  IX Encuentro Iberoamericano de colectivos y redes de maestros en 2020 como parte del  Movimiento Expedición Pedagógica Nacional en Colombia.

#### Otras iniciativas realizadas
- 2010: Proyecto Cruza la Calle entrelasartes. Creadores del paisaje visual de Bogotá con estudiantes y maestras/os de colegios distritales.
- 2010-2011: Proyecto Salud entrelasartes. Jornadas y proyectos pedagógicos en museos de la ciudad, dirigido a Gestores de Salud Escolar y docentes de 20 localidades.
- 2010-2012: Proyecto Cine en familia desarrollado con familias e hijas/os en colegios distritales. SED Programa Salud al Colegio.
- 2010-2012: Proyecto interactivo innovador: El Tesoro del Humedal. Apoyo didáctico para estudiantes de grados 2 y 3 de Básica Primaria.
- 2011-2016: Orientación pedagógica y operatividad de 26 Laboratorios de Educación Artística en 32 municipios del país. Programa Laboratorio de Artes Visuales. Convenio con área de Artes del Ministerio de Cultura.
- 2012: Producción del CD Los Pueblos Antiguos de América Cantan y Bailan. Alianza con Asociación Totolincho. Homenaje a las comunidades indígenas de Colombia.
- 2013-2017: Aportes a la reflexión sobre la evaluación en educación artística, desde talleres Entrelasartes y desde la participación en la evaluación del Premio Compartir al Maestro (2013-2017) en el área de educación artística.
- 2013: Diseño, dirección pedagógica y operatividad del Seminario Taller alaparR15, de reproducción de los 15 salones regionales. En 7 ciudades del país, y diseño de memoria en la web. Área de Artes. Convenio Área de Artes del Ministerio de Cultura.
- 2014: Orientación Pedagógica y operatividad de Laboratorios de Danza en 35 municipios del país, y diseño web para seguimiento. Área de Danza. Convenio Área de Artes del Ministerio de Cultura.
- 2014-2016: Diseño, dirección pedagógica y operatividad de Laboratorios de Creación artística para funcionarios y jóvenes de los C.A.E(19 de 10 regionales en total), del Sistema de Responsabilidad Penal Adolescente. Seguimiento en la web. Convenio con ICBF y Ministerio de Cultura.
- 2015-2017: Diseño, dirección pedagógica y operatividad de Laboratorios de Teatro, en 29 municipios del país, y diseño web para seguimiento. Área de Teatro y Circo. Convenio con Área de Artes del Ministerio de Cultura.
- 2017: Asesoría al diseño de las pruebas SER para la Educación Artística Distrital. Universidad de los Andes, Bogotá.
- 2019: Diseño y desarrollo de diplomado en Educación Artística para formadores de la Primera Infancia en alianza con la Universidad del Bosque.[15]